# Mihail Ivanovics Szafonov
Mihail Ivanovics Szafonov (Osztrogozsszk, 1893. november 13. – Ming folyó, 1924. május) első világháborús orosz, 5 győzelmet elért ászpilóta.

## Élete
1893. november 13-án született Osztrogozsszkban, az Orosz Birodalom területén.
Az első világháború kitörésével belépett az Orosz Birodalmi Légierő kötelékébe. A légierő 2. különítményében szolgált az egész háború során. Első légi győzelmét 1916. szeptember 9-én érte el a Rigai-öböl közelében. Második győzelmét ugyanitt egy évvel később, 1917. július 14-én érte el 11 óra 40 perckor. A harmadik áldozata, egy kétüléses gép 1917. szeptember 7-én hullt alá az égből. Negyedik légi győzelmére 1917. november 16-án tett szert egy Nieuport NR.I-essel. Ötödik, egyben utolsó légi győzelmét 1917. november 17-én aratta reggel 9 órakor egy ellenséges bombázó ellen. Szafonov túlélte a háborút.
1918 nyarától a fehérek oldalán harcolt az oroszországi polgárháborúban Anton Gyenyikin orosz tábornok alatt. A vereség után először Perzsiába, majd Indiába ment. Később Kínába utazott, ahol a Kuomintang oldalán harcolt. Kínaiakat tanított meg a repülőgépek kezelésére. 1924 májusában gépét lelőtték a Ming folyó közelében. Holtteste nem került elő soha. A férj halála után felesége és gyermekei az Egyesült Államokba költöztek.

## Légi győzelmei
| No. | Dátum                | Beosztási hely       | Ellenfél   | Repülőgépe    |
| --- | -------------------- | -------------------- | ---------- | ------------- |
| 1   | 1916. szeptember 9.  | 12. Légi Különítmény | Hidroplán  | Grig M.9      |
| 2   | 1917. július 14.     | 12. Légi Különítmény | EA         | Grig M.15     |
| 3   | 1917. szeptember 7.  | 12. Légi Különítmény | Two-seater | Nieuport NR.I |
| 4   | 1917. november 16.   | 12. Légi Különítmény | EA         | Nieuport NR.I |
| 5   | 1917. szeptember 17. | 12. Légi Különítmény | Bombázó    | Nieuport NR.I |